# Alfred Korzybski
 (février 2024).
Alfred Korzybski (3 juillet 1879 à Varsovie - 1er mars 1950 à Sharon, Connecticut) est un philosophe et scientifique américano-polonais.
Korzybski était à l'origine ingénieur et expert des services de renseignements. Il oriente ensuite ses travaux vers le domaine des sciences humaines. Il a fondé la sémantique générale, logique de pensée fondée sur les mathématiques et la physique du tournant du siècle, une discipline pratique pour que chacun puisse prendre un recul critique sur les réactions (non verbales et verbales) à un « événement » au sens large (comprendre ses propres réactions, ainsi que les réactions des autres et leur interaction éventuelle). Cette approche, nouvelle pour l'époque et surtout très structurée, remet en cause les postulats de la logique d'Aristote (IVe siècle av. J.-C.), et les schémas de pensée aristotéliciens ancrés dans le langage occidental commun : la logique Non-A inclut la logique A développée par Aristote et la dépasse, tout comme la physique non-newtonienne dépasse  la physique newtonienne tout en l'englobant.

## Biographie
Alfred Abdank Skarbeck Korzybski est né à Varsovie, alors situé dans le Royaume du Congrès. Il appartient à une famille de la noblesse polonaise du clan (Herb) des « Abdank » (Armorial de la Noblesse polonaise) qui compta de nombreux mathématiciens, scientifiques et ingénieurs pendant plusieurs générations.
Il poursuit des études d'ingénieur chimiste à l'Institut polytechnique de Varsovie. Plus tard, il étudie en Allemagne et en Italie, particulièrement à Rome.
Durant la Première Guerre mondiale, il est un officier du renseignement dans l'armée russe. Il est envoyé au Canada et aux États-Unis en tant qu'expert d'artillerie de l'armée russe. Il devient officier de recrutement pour l'armée franco-polonaise[Quoi ?] aux États-Unis, puis conférencier pour le compte du gouvernement américain.
Après la guerre, il coopère avec les militaires canadiens et américains.
Après la publication de son premier livre, Manhood of Humanity : The Science and Art of Human Engineering en 1921, il décide de s'établir aux États-Unis et d'y développer ses idées. En 1924, il publie Time-Binding: The General Theory. Deux ans plus tard, il le complète avec la publication de la seconde partie.
Son travail culmine avec la publication de Science and Sanity, an Introduction to Non-Aristotelian Systems and General Semantics en 1933. En 1938, il fonde l'Institute of General Semantics (en) qu'il dirige jusqu'à sa mort.
En 1950, il meurt à Sharon, Connecticut (États-Unis).

## Pensée et influence
L'œuvre de Korzybski tourne autour de la fondation de ce qu'il appela lui-même une « science de l'homme ». Interpellé par les problèmes récurrents rencontrés dans la civilisation occidentale de son époque (incompréhension, misère, guerre, etc.), il entreprit d'étudier le fonctionnement de l'homme dans son environnement, à savoir la façon dont notre système nerveux perçoit, interprète et modifie, entre autres, ce qui se trouve autour de lui, afin d'essayer d'établir une méthode permettant aux hommes de mieux communiquer, de mieux se comprendre, d'agir conformément aux faits et non à des représentations erronées, acquises ou innées, dont la plupart ne prennent pas conscience (« les prémisses »). Cette recherche culmine avec son œuvre majeure, Science and Sanity (…), dans laquelle il jette les bases de la sémantique générale.
Le biologiste français Henri Laborit  a élaboré sur la sémantique générale sa théorie de l'inhibition de l'action et ses recherches sur la structure des organismes vivants (voir les ouvrages La Nouvelle Grille, L'Inhibition de l'Action)[réf. nécessaire].
En philosophie, la sémantique générale a également influencé Gaston Bachelard (La Philosophie du Non).
Les idées de Korzybski influencèrent la programmation neuro-linguistique (en particulier la notion de métamodèle), ainsi que la Gestalt[réf. nécessaire].
La sémantique générale est aussi incorporée dans l'approche émotionnelle-rationnelle d'Albert Ellis.
David Bourland[source insuffisante], étudiant de Korzybski, revendique avoir inventé et encouragé le développement du E-Prime, l'utilisation de la langue anglaise sans aucune forme du verbe to be (être).
En littérature, la sémantique générale est le cadre des trois romans SF du Cycle du non-A de A. E. van Vogt.
Kenneth White prend appui sur la méthode extensionnelle de Korzybski pour expliquer la pensée d'Antonin Artaud dans son étude critique Le monde d'Antonin Artaud. Selon White, le livre de Korzybski, Science and Sanity « constitue un jalon important dans le mouvement épistémologique moderne (…), on y voit à la fois une critique du système aristotélicien (base non seulement du système universitaire, mais de la pensée en général), une analyse de son substrat étiologique et pathologique, et l'émergence d'une méthode non linéaire. Ce système [le système aristotélicien] y est dénoncé comme imposant des contraintes à la potentialité créatrice. Les vieilles dichotomies qui règlent le mécanisme de la pensée et qui in-forment (en le déformant) le discours intellectuel (…) y sont désintégrées, désagrégées, et de nouvelles formulations sont mises en place, permettant l'entrée dans un champ nouveau. (…) En insistant sur les réactions vivantes du système nerveux, la « sémantique générale » de Korzybski dépasse ce que l'on comprend d'ordinaire sous le terme de « sémantique » (et de sémiologie). »

### Influences dans le monde des arts
- L'écrivain américain William S. Burroughs assista à Chicago en août 1939 à cinq conférences données par Korzybski, qui le marqueront toute sa vie[7].
- Une interprétation partielle des idées de Korzybski forme l'ossature du roman de A. E. van Vogt : Le Monde des Ā. Korzybski y est d'ailleurs nominativement cité. Traduit en français par Boris Vian et ayant connu un bon succès de librairie, ce roman a facilité la vulgarisation de la sémantique générale.
- Les travaux de Korzybski forment également une trame de lecture de la bande dessinée Jaunes de Tito et Jan Bucquoy, comme le mentionnent explicitement les auteurs dans le septième tome (Labyrinthe) de leur série.
- L'aphorisme « une carte n'est pas le territoire qu'elle représente »[8] a inspiré le titre de La Carte et le Territoire, roman de Michel Houellebecq, par l'intermédiaire du roman de Van Vogt[9].
- Ce même aphorisme raccourci en « Une carte n'est pas le territoire » a été placé par Umberto Eco en épigraphe au chapitre 83 de son roman Le Pendule de Foucault.
- Il a aussi influencé Guido Molinari par l'intermédiaire de ses discussions avec la critique d'art Fernande Saint-Martin[10].

## Publications
- Manhood of Humanity; The Science and Art of Human Engineering, 1921 ; forward by Edward Kasner, notes de M. Kendig, Institute of General Semantics, 1950,  (ISBN 0-937298-00-X) ;
- Time Binding: The General Theory, presented in Abstract before the International Mathematical Congress August 1924, Toronto Canada, NY: E. P. Dutton & Company. 1st Edition, 1924 ;
- Science and Sanity: An Introduction to Non Aristotelian Systems and General Semantics, 1933 ; préface par Robert P. Pula, Institute of General Semantics, 1994,  (ISBN 0-937298-01-8)
- General Semantics Seminar, 1937, Olivet College Lectures, Institute of General Semantics paperback Brooklyn NY,  3e édition [trad. française par Isabelle Aubert-Baudron, Thouars, 2009] ;
- Le rôle du langage dans les processus perceptuels, New York, The International Non-Aristotelian Library, 1966 ;
- Une carte n'est pas le territoire : Prolégomènes aux systèmes non aristotéliciens et à la sémantique générale, Éclat, 2007,  (ISBN 9782841621378) ;
- Collected Writings 1920-1950, Institute of General Semantics, 1990,  (ISBN 0-685-40616-4)